# ヤタガン

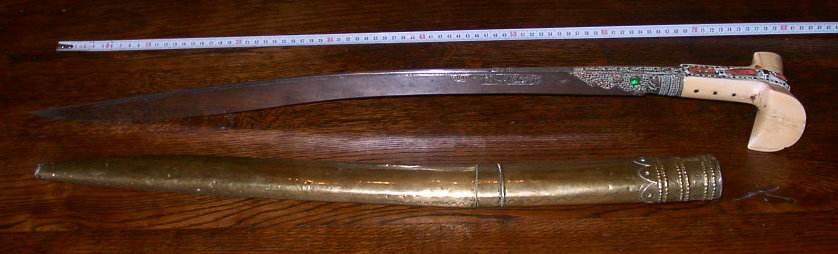
柄と刀身に装飾の施されたヤタガン

ヤタガンまたはヤタアン（オスマン語：یاتاغان　転写：yatagan、現代トルコ語：yatağan、英語：yatagan, yataghan 、ドイツ語：Yatagan, Jatagan）は、武器の一種で、ショートソード（小刀、しょうとう）の類に属する片刃の刀剣である。

## 概要

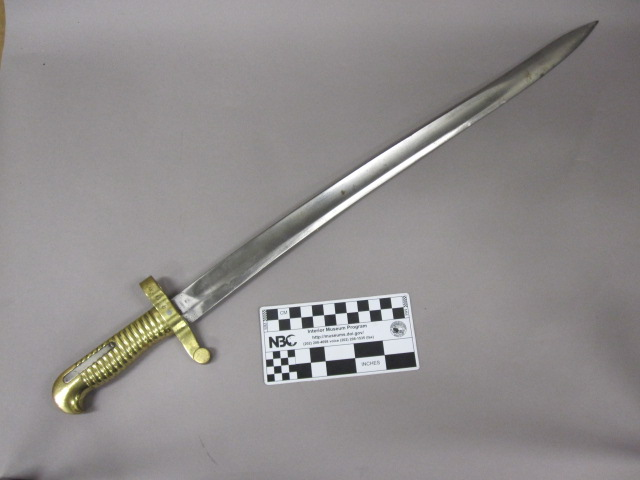
ヤタガン形状の銃剣
アメリカ軍のシャープス小銃のもの

オスマン帝国（トルコ）で16世紀から19世紀後半まで使用された。イェニチェリをはじめとする歩兵によって腰に帯刀して用いられる携帯用の武具で、行軍中の邪魔にならないように通常の刀より小さく、より軽く作られていた。
“ヤタガン”の呼称は、13世紀末にヤタアン・ババ（ヤタガン・ババ）という人物によって征服され、その名をとってヤタアンと呼ばれるようになったアナトリア半島南西部のデニズリ近郊の町で生産されたことに由来している。

ヤタアンはアナトリア半島北西部に起こったオスマン朝の軍隊に取り入れられ、イスタンブール、ブルサ、フィリペ（現ブルガリア領プロヴディフ）などの諸都市で盛んに作られるようになった。
ヤタガンの刀身形状は19世紀半ばにはフランス軍の銃剣として採用され、フランス軍の他イギリスを始めとして全世界に広がった。ヤタガン式の銃剣を前装式の小銃に装着すると、弾薬を銃口から装填する際に、射手の手の動きを妨げないので好都合であった。また銃剣の他に砲兵刀（砲兵が装備した、近接戦闘用と各種作業用を兼ねた大型ナイフ）としても用いられた。幕末の日本にも各種の小銃と共に伝来し、明治期初期の日本陸軍でも採用され、“ヤタガン形銃剣”、“ヤタガン式銃剣”等と通称されたが、19世紀後半には他の銃剣に取って代わられた。

## 形状

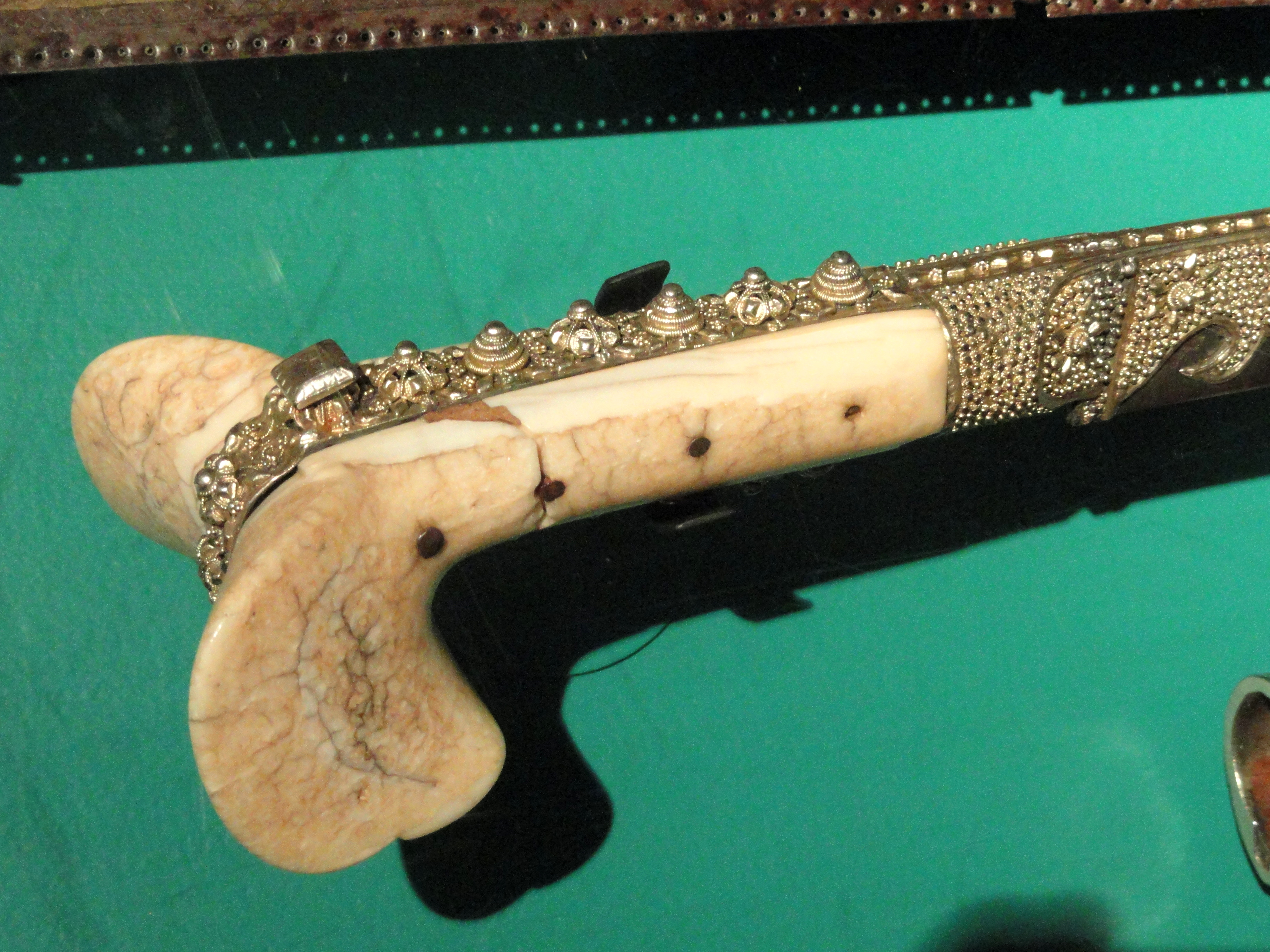
ヤタガンの柄
アメリカ、マサチューセッツ州ウースターのヒギンズ武器庫博物館の展示品

剣身は長さが60cmから80cm程度で、刀身は中程から先端へむけて緩やかに逆反り（刃の側に向かって反っている刀身形状のこと）となったのち先端（切っ先）に向かっては峰の側に向かって反りがつく、緩やかなS字形を描いている。また、剣身は鉄で作られているが、刃は鋼で作られている、複合鍛造の構造になっている。
柄頭は骨、角、象牙、銀等でできており、手が滑るのを防ぐために手元から翼のように両側に広げられていた。
刀身の側面と柄には装飾用の彫刻が施されたものが多い。